# Ernst Klæbel
Ernst Hviid Klæbel (14. november 1917 i Kongens Lyngby – 31. juli 2009 i Holbæk) var en dansk erhvervsmand.
Han var uddannet cand.jur. og blev administrerende direktør for Politikens Hus i 1966, da han kom fra Industrirådet, hvor han var leder af organisationens juridiske afdeling. Han kendte kun lidet til bladdrift, men formåede ikke desto mindre at forvandle bladhuset, der da var i krise, til en økonomisk succes.
Ved sin tiltræden som administrerende direktør var aktieselskabets egenkapital nede på 13,8 millioner kroner. Da han forlod stillingen – for at blive formand for selskabets bestyrelse 20 år senere – var kapitalen på 216 millioner kroner. Ernst Klæbel var bestyrelsesformand indtil 1994. Da han gik, var kapitalen på 510 millioner kroner.